# 큰살찐꼬리뛰는쥐
큰살찐꼬리뛰는쥐 또는 큰살찐꼬리저보아(Pygeretmus shitkovi)는 뛰는쥐과에 속하는 설치류의 일종이다. 카자흐스탄의 토착종이다. 자연 서식지는 온대 기후 지역의 사막이다.